# Гірнича промисловість Куби
Гірнича промисловість Куби

## Загальна характеристика
Субтропічний сезонно-вологий клімат з достатньою кількістю осадів, запаси різноманітних корисних копалин, слабо розчленований рельєф яких допускає механізовану обробку, — все це створює сприятливі передумови для розвитку гірничої галузі.
Разом з тим, частка гірн. і металургійної промисловості у валовому обсязі пром. виробництва К. в кінці XX ст. незначна — бл. 3%. К. імпортує нафту і нафтопродукти, зріджений газ, кам. вугілля, кольорові метали. У структурі гірн. промисловості осн. місце (за вартістю продукції) займає нікелева пром-сть.
Нова політика лібералізації в економіці сприяє створенню продуктивних СП в гірничодобувній на нафтогазовій промисловості. У 1994 на Кубі був створений ряд СП з участю фірм Канади (модернізація виробництва нікелю на кубинському металургійному комбінаті, вивіз кубинської нікелевої руди для переробки на заводі в канадській провінції Альберта, буріння нафторозвідувальних свердловин на шельфі біля берегів Куби, збільшення видобутку нафти з раніше розвіданих родовищ на території Куби), Мексики (модернізація кубинського нафтоочищувального заводу для переробки мексиканської нафти з метою подальшого реекспорту) та інш.
Порівняльні дані щодо основних показників промисловості, зокрема гірничодобувної промисловості на початку XXI ст. подані в табл. 1.
Таблиця 1. — Динаміка розвитку основних галузей промисловості Куби на початку XXI ст.
| Продукція                         | Одиниці вимірювання | 2000      | 2001      |
| Генерування електроенергії брутто | Гігават-годин       | 15 028, 8 | 15 301, 3 |
| Видобуток сирої нафти             | тис. т              | 2 695, 3  | 2 773, 4  |
| Природний газ                     | млн м 3             | 574, 1    | 594, 6    |
| Звичайна сталь                    | тис. т              | 327, 3    | 2 69, 6   |
| Стальні конструкції               | тис. т              | 7, 7      | 21, 2     |
| Нікель+ Кобальт                   | тис. т              | 71, 4     | 76, 5     |

## Окремі галузі

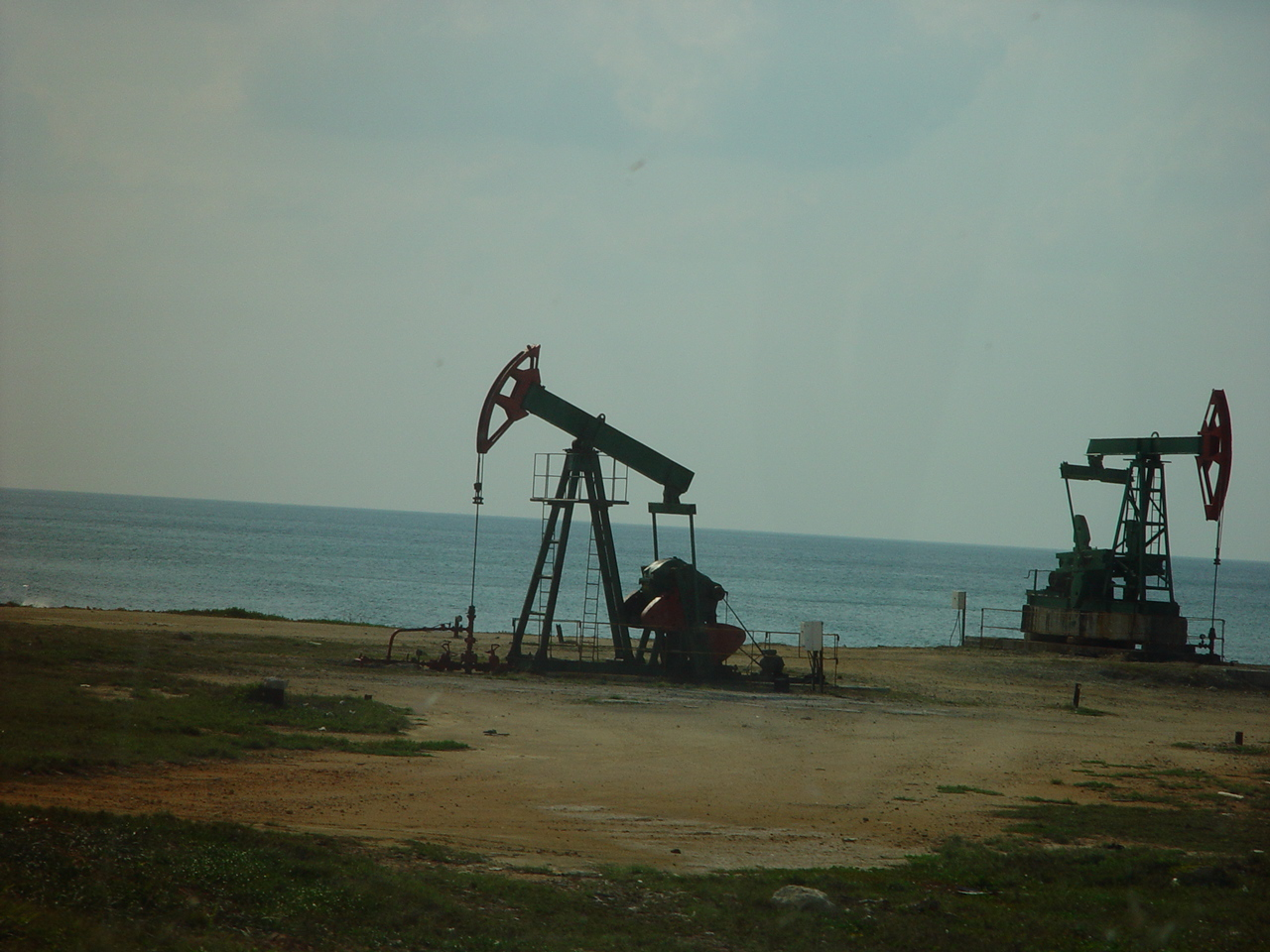
Нафтовидобуток на Кубі

Видобуток нафти почався в 1881 на родов. Мотембо. В 2-й половині XX ст. експлуатувалося такі нафт. родов.: Мотембо, Бакуранао, Крус-Верде, Харауеко, Хатібоніко, Санта-Марія, Гуанабо, Бока-де-Харуко, Варадеро. В останні десятиріччя ділянки Атлантичного узбережжя Гавана-Матансас і Варадеро-Карденас стали осн. районами нафтовидобутку. Буріння свердловин проводиться з берега у бік моря на глиб. 2-3 км. Нафта транспортується на НПЗ в мм. Гавана, Кабайгуан.
У 1992 на Кубі було видобуто 771 тис. т нафти, у 1998 р. — 1,68 млн т, у 1999 — бл. 2 млн т. У країні діє 3 нафтопереробних заводи, всі вони були побудовані до революції, два з допомогою США і один — Великої Британії.
Нікелева пром-сть. Нікелеві руди добуваються на Кубі з 1935. В кінці XX ст. видобуток сировини здійснювався відкритим способом на родов. Нікаро, Пінарес-де-Маярі, Моа. Нікелеві заводи «Команданте Рене Рамос Латур» (м. Нікаро) і «Команданте Педро Сотто Альба» (м. Моа) реконструйовані, працює завод «Команданте Ернесто Че Гевара» в м. Пунта-Горда потужністю 30 тис. т нікель-кобальтового концентрату на рік (в перерахунку на метал). Видобуток і переробка руди здійснюється новітньою технікою.
В 1990-х роках нікелевий концентрат одержували на двох побудованих США гірничо-металургійних комбінатах, продуктивність яких до 1980 зросла вдвічі в порівнянні з дореволюційною. В середині 1980-х років в країні було почате виробництво нікелевого концентрату ще на одному гірничо-металургійному комбінаті. У 1991 на Кубі було вироблено бл. 40 тис. т нікелю; до 1997 обсяг виробництва перевищив 60 тис. т.
На межі ХХ-XXI ст. Куба є 4-м світовим виробником нікелю, експорт якого відіграє важливу роль в економіці країни. Виробництво Ni у 1998–1999 рр. на Кубі становило 68 тис. т/рік. За оцінкою агентства Reuters, в 2002 р. на Кубі було випущено 75.6 тис. т рафінованого нікелю (в 2001 р. — 76.6 тис. т) [Інф. Mining Journal. 2002. V.340, № 8717]. У 2002 р. було експортовано близько 70 тис. т нікелю.
Активну участь в нікелевій промисловості Куби бере канадська компанія Sherritt (Sherritt International Corp. of Canada), яка має непрямий 50%-ний інтерес в державній Metals Enterprises з переробкою Ni-Co-конц-тів підприємства Moa Bay на своєму металургійному і рафінувальному комплексі в пров. Саскачеван. У 1998 р. на комплексі з кубинської сировини було вироблено 27 тис. т рафінованого Ni і 2645 т Co.
Крім нікелю, на острові ведеться видобуток залізняку, хрому, золота, кобальту і міді.
Золото. Видобуток Au в країні за 1998 р. становив 300 кг. Залучено до розробки родов. Cu-Au-руд Мантуя. Запаси окисненої шапки родов. становлять 1,72 млн т з сер. вмістом Au 1,7 г/т, основного сульфідного рудного тіла 11 млн т з сер. вмістом Cu 2,09%. Відробка шапки планується протягом декількох років із загальним вилученням 2330 кг Au.
Хромові руди добуваються на ш. «Мерседіта» (м. Moa, пров. Ольгін), що експлуатується з 1981. Родов. розкрито похилим стволом на 500 м. Відбійка руди — вибуховим способом, кріплення — залізобетонне, доставка руди — електровозами. В кінці XX ст. працює хромітовий ГЗК Mersedita продуктивністю 50 тис. т/рік на родов., ресурси якого оцінюються в 1 млн т, в тому числі запаси 310 тис. т. У 2001 р було видобуто 56,7 тис. т хромітових руд.
Мідна пром-сть. Пром. видобуток мідних руд здійснюється підземним способом на родов. Матаамбре, Хукаро і кар'єром на родов. Ель-Кобре (експлуатується понад 400 років). Збагачення руди — флотацією. Кінцева продукція (18%-ний концентрат міді) експортується.
Нерудні мінерали. У країні розробляються родов. нерудних буд. матеріалів, найважливішим з яких є облицювальний камінь.
Світло-кремовий і коричневий вапняк добувається за допомогою канатних пилок на родов. Лагунілья. Видобуток мармуру зосереджений на о. Хувентуд (кар'єр «Лас-Касас»). Експлуатується родов. антигоритового серпентиніту біля м. Санта-Клара. На дробильно-сортувальних установках потужністю 1,2 млн т сипких матеріалів на рік, розташованих у пров. Гранма, Камагуей і Матансас, виробляють щебінь, гравій і пісок. Розробляються родов. інш. нерудних буд. матеріалів: мергель для виробництва цементу добувається в пров. Гавана, Камагуей, Санкті-Спірітус, Сьєнфуегос, Сантьяго-де-Куба, каолін на родов. Нуева-Херона, гіпс — на родов. Корраль-Нуево і інш.
Крім того, на К. добувають харчову сіль з мор. води (пров. Гуантанамо — родов. Кайманеро, в пров. Матансас — родов. Бідос), цеоліт (в районі м. Ремедьос).

## Підготовка кадрів. Наукові установи
Підготовка геологів, геофізиків і гірн. інженерів ведеться в Гірничо-металургійному інституті в м. Моа та Політехн. інституті в м. Гавана. У галузі геології та гірн. справи ведуть дослідження Інститут геології і палеонтології, Інститут геодезії і картографії (осн. в 1967) в м. Гавана, Центр геол. досліджень і Центр досліджень гірничо-металургійної промисловості, Дослід. центр по латеритам (в м. Моа) Мін-ва базової промисловості.

## Гірничо-геологічна служба
Розробкою рудних, нафтогазових і деяких нерудних родов. відає Мін-во базової промисловості, більшості нерудних родов. — Мін-во будівництва. Осн. гірн. підрозділ Мін-ва базової промисловості — Об'єднання нікелевих підприємств. Видобуток і переробка інших металіч. руд, бентоніту, доломіту і солі знаходяться у веденні Об'єднання гірничодобувних і соляних підприємств. Пошуками і видобутком нафти і газу на К. зайняте об'єднання, що складається з нафтодоб. підприємств «Пінар-дель-Ріо» (в однойменній провінції), «Гавана» (на ділянці Гавана-Матансас) і «Матансас» (на ділянці Варадеро-Карденас), нац. підприємства геофіз. досліджень. Розвідку твердих корисних копалин здійснює геол. об'єднання Мін-ва базової промисловості.